# Konrad II. (Schwaben)

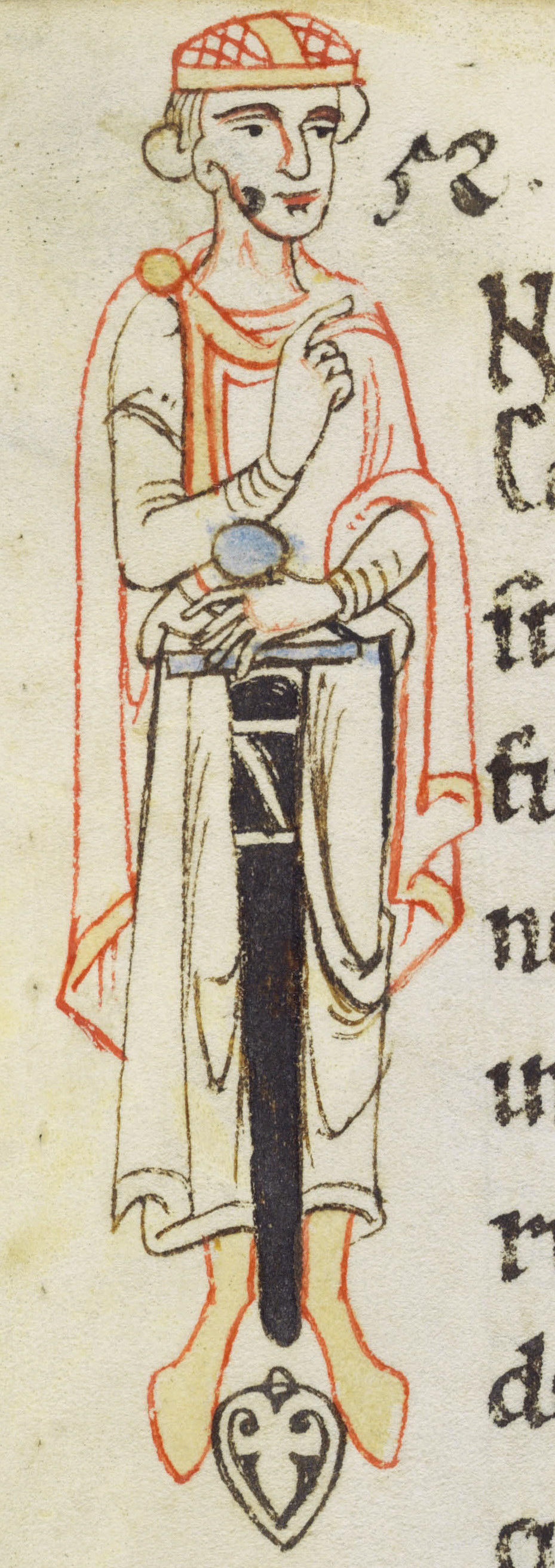
Herzog Konrad II. von Schwaben (Miniatur um 1200)

Konrad II. (* Februar/März 1172; † 15. August 1196 in Durlach) war Herzog von Rothenburg (1189–1191) und Herzog von Schwaben (1191–1196). Er war der fünfte Sohn des Kaisers Friedrich I. Barbarossa und dessen zweiter Ehefrau Beatrix von Burgund.

## Leben
Nachdem der drittgeborene Sohn des Kaisers, der ursprünglich Konrad hieß, um 1170 in Friedrich umbenannt worden war, war dieser im Hause der Staufer traditionsbehaftete Vorname für einen jüngeren Sohn wieder freigeworden.
Konrad wurde von seinem Vater mit den fränkischen Gütern, die diesem durch den Tod von Herzog Friedrich IV. von Schwaben im Jahre 1167 zugefallen waren, ausgestattet. Dies geschah spätestens 1188, als er erstmals als dux de Rotenburch (Herzog von Rothenburg) bezeichnet wurde. Hinzu kamen Weißenburg und Eger.

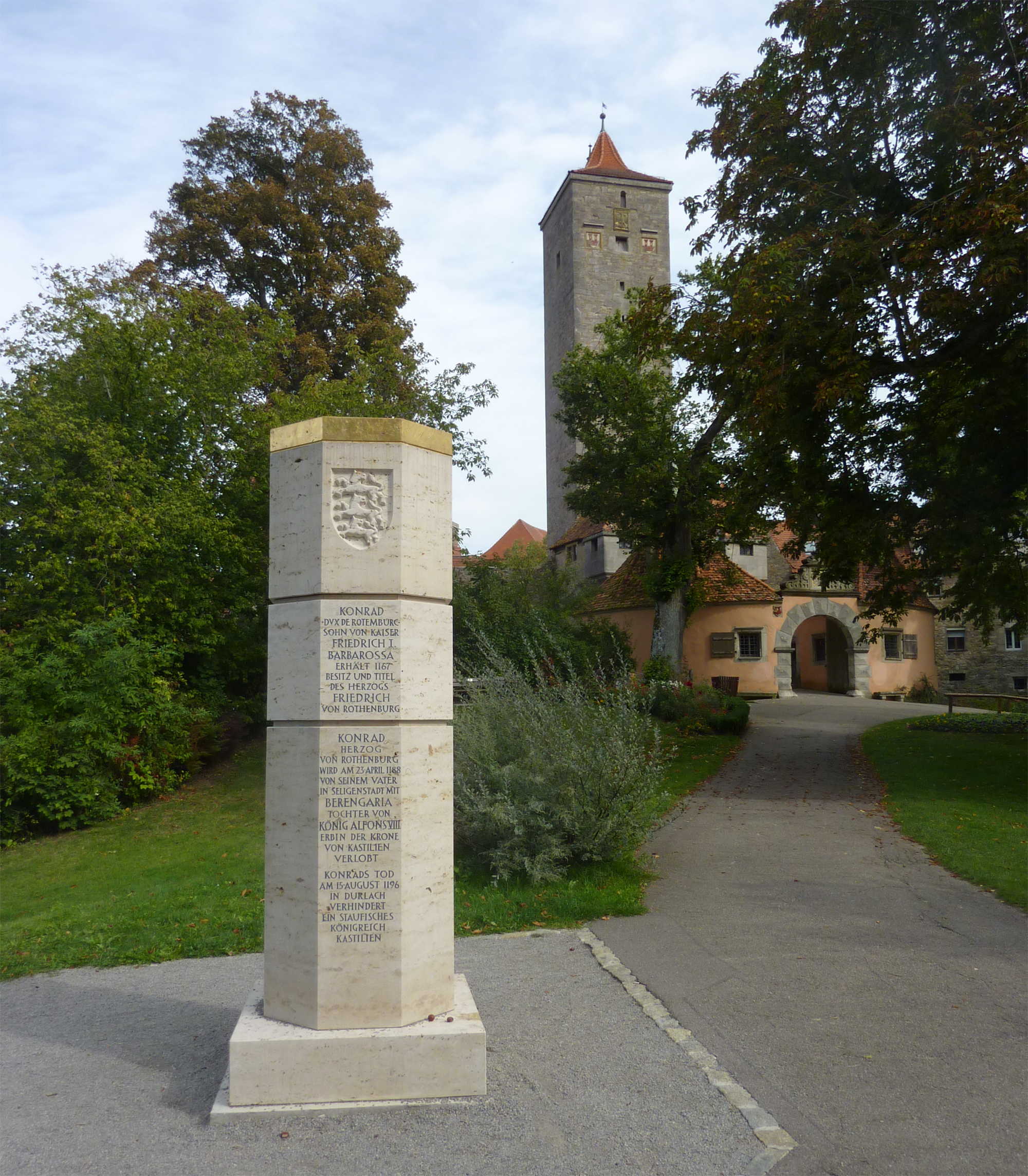
Im Burggarten der ehemaligen Burg Rothenburg erinnert eine Stauferstele an Herzog Konrad und den Seligenstädter Vertrag von 1188.

Am 23. April 1188 vereinbarte Konrads Vater Friedrich I. Barbarossa mit König Alfons VIII. von Kastilien im Seligenstädter Vertrag die Vermählung Konrads mit der Erbprinzessin Berenguela von Kastilien. Im Juli 1188 fand die Hochzeit in Carrión nahe Burgos statt. Die Ehe wurde jedoch nie vollzogen. Es gelang Papst Coelestin III., eine Ausdehnung der Staufer nach Spanien im Keim zu ersticken. Die Verbindung wurde zwischen Herbst 1191 und Anfang 1192 durch den Erzbischof Gonzalo von Toledo und den päpstlichen Legaten Gregor, Kardinaldiakon von San Angelo, mit der Begründung aufgehoben, dass sich die Braut gegen die Fortsetzung ausgesprochen habe.
Konrad zog mit dem Heer unter Führung seines Bruders Heinrich VI. nach Rom zu dessen Kaiserkrönung am 15. April 1191. Nach der Krönung brach das Heer zur Eroberung des Normannenreiches in Sizilien auf. Aufgrund der im August 1191 ausgebrochenen Malariaepidemie wurde der Feldzug in Neapel abgebrochen. Achtzehn in Italien ausgestellte Urkunden geben zu erkennen, dass Konrad an diesem Feldzug teilgenommen hat.

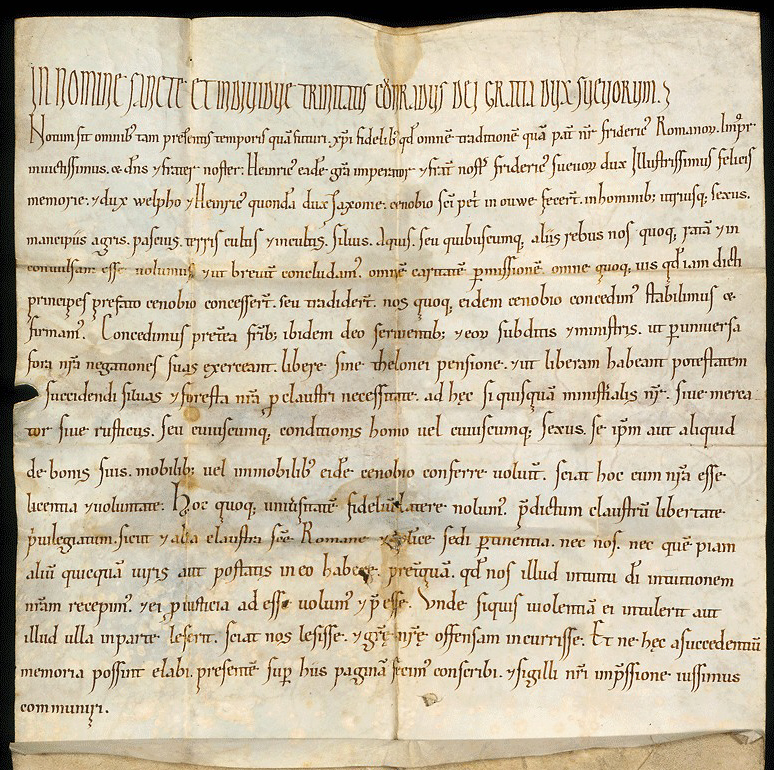
Urkunde Herzog Konrads für das Kloster Weißenau aus dem Jahre 1192, in der er sich als dux Suevorum (Herzog der Schwaben) bezeichnet.

Im Januar 1191 starb Herzog Friedrich VI. von Schwaben, sein älterer Bruder mit dem ursprünglichen Namen Konrad, im Alter von knapp 24 Jahren beim Dritten Kreuzzug vor Akkon. Laut der Chronik von Otto von St. Blasien zum Jahre 1191 überließ Heinrich nach der Rückkehr aus Italien seinem Bruder Konrad das Herzogtum Schwaben. Konrad sei ein Mann von wilder Natur, aber auch freigiebiger Gesinnung gewesen. Er habe Unerlaubtes getan und sei Freunden und Feinden ein Schrecken gewesen.
Beim Reichstag in Worms an Pfingsten 1192, an dem er seine Schwertleite erhalten haben soll, erscheint er erstmals als dux Suevie (Herzog von Schwaben) und seine bis dahin verwendete Bezeichnung als Herzog von Rothenburg kommt nicht mehr vor.
Dem Italienzug Heinrichs VI. 1194/95 scheint Konrad ferngeblieben zu sein und in Schwaben und Franken als Stellvertreter des Königs amtiert zu haben. Dies geht aus Urkunden für das Kloster Salem und das Kloster Steingaden hervor, die in dieser Zeit von Konrad ausgestellt wurden.

## Früher Tod

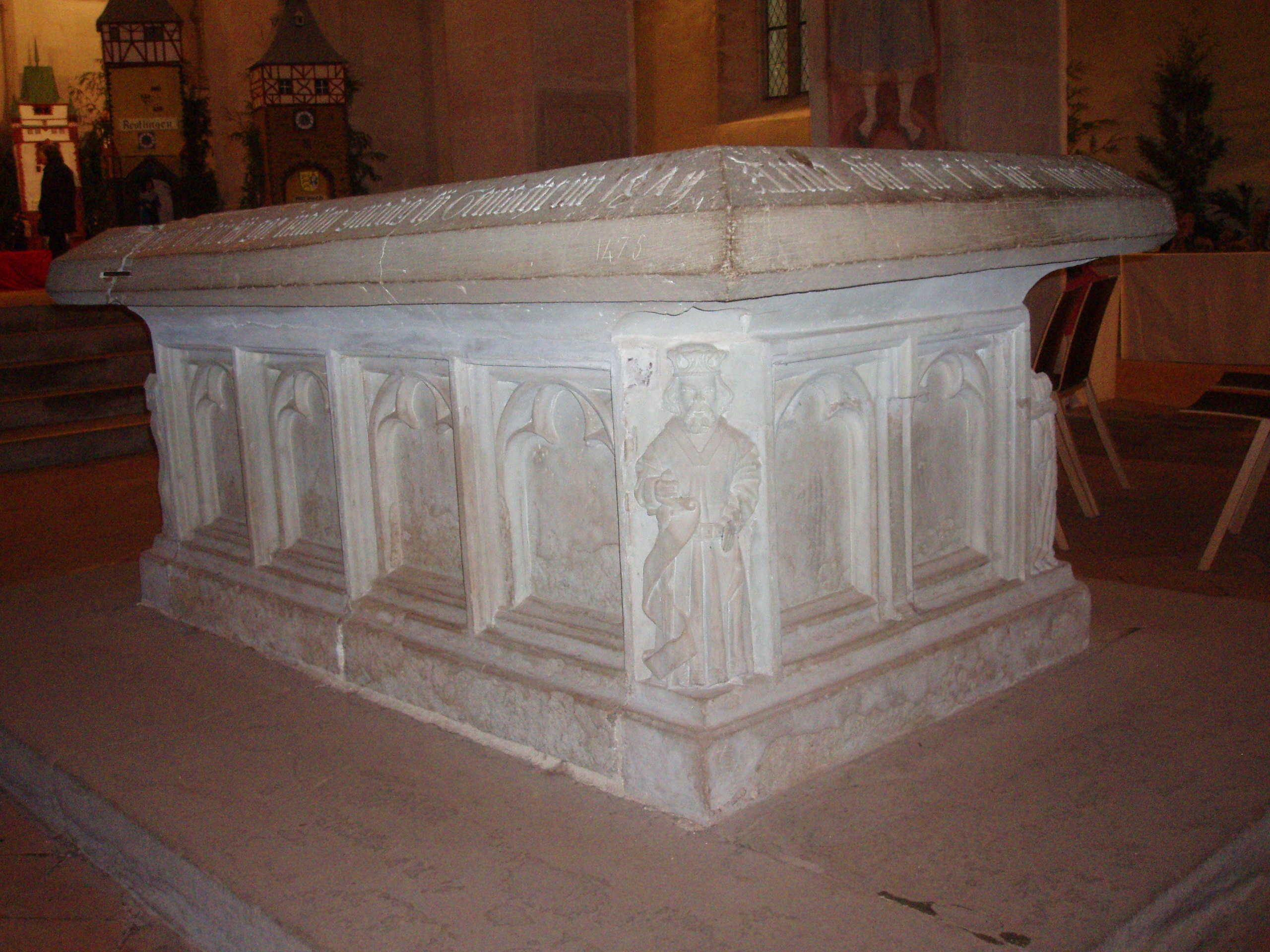
Staufertumba im Mittelschiff der Kirche vom Kloster Lorch (1475)

1196 kam er im Alter von nur 24 Jahren, also auch für mittelalterliche Verhältnisse noch sehr jung, ums Leben. In den Annalen des Konrad von Scheyern wird zu 1196 berichtet, Konrad sei bei einem Feldzug gegen den Herzog von Zähringen von einem Mädchen, das er zu entjungfern versuchte, in die linke Brustwarze gebissen worden. Obwohl eine immer größere Blase entstand, wollte er sich nicht aufhalten lassen und sei drei Tage später gestorben. Er sei in Oppenheim gestorben und in Speyer bestattet worden, was aber beides als unzutreffend gilt.
Laut der Chronik von Burchard von Ursberg starb Konrad während eines Feldzugs gegen Berthold von Zähringen im Jahre 1196 in Durlach und wurde im Kloster Lorch begraben. Er sei durch den Mann einer Frau, die er zum Ehebruch gezwungen hatte, oder aber von der Frau selbst getötet worden. Denn er sei ein Mann gewesen, der Ehebrüche, Hurereien, Vergewaltigungen, jede beliebige Ausschweifung und Unanständigkeit beging. Trotzdem sei er stark im Krieg, mutig und seinen Freunden gegenüber freigiebig gewesen, sowohl die Seinigen als auch Fremde zitterten vor ihm. Die Marbacher Annalen datieren seinen Tod auf den 15. August 1196.
Konrad wurde im Kloster Lorch, der von seinem Urgroßvater Herzog Friedrich I. von Schwaben gestifteten Grablege der Staufer, bestattet.  Abt Nikolaus Schenk von Arberg ließ 1475 sämtliche Staufergräber im Mittelschiff, vor den Stufen des Chores und im Chor öffnen und die Überreste in einer Gruft unter der Tumba bestatten, die im Mittelschiff der Klosterkirche steht.
Konrads früher Tod im Jahre 1196 verhinderte, dass er Thronfolger des nur ein Jahr nach ihm im September 1197 in Messina verstorbenen Kaisers Heinrich VI. werden konnte. Stattdessen beerbte ihn sein jüngerer Bruder Philipp als Herzog von Schwaben und wurde 1198 der nächste König aus dem Hause der Staufer.